# Dariusz Zawadzki
Dariusz Zawadzki (ur. 18 czerwca 1982 w Krakowie) – polski piłkarz grający na pozycji pomocnika i trener piłkarski. Wicemistrz Europy U-17 w 1999 oraz mistrz Europy U-18 w 2001. Obecnie trener Garbarni Kraków.

## Kariera
Karierę rozpoczął w Wiśle Kraków. 2 września 1999 roku zadebiutował w pierwszym zespole Wisły, w meczu pierwszej rundy Pucharu Ligi z Ruchem Radzionków. W 2000 roku zdobył w barwach juniorów Wisły Kraków Mistrzostwo Polski.
w 2001 roku był wypożyczony do Arki Gdynia. W kolejnych 3 latach grał w Łódzkim KS-ie, Proszowiance, Cracovii, rezerwach Wisły i Tłokach Gorzyce.
W 2005 roku przeszedł do Kmity Zabierzów. Szybko stał się jej kapitanem i głównym punktem drużyny. Był jednym z głównych autorów awansu Kmity do ówczesnej II ligi w 2006 roku. Po przegranej Kmity w barażach o pozostanie w II lidze Zawadzki przeszedł do Wisły Płock w 2007 roku.
Przed rundą wiosenną sezonu 2008/2009 wzmocnił drugoligową wówczas Sandecję Nowy Sącz. Zespół zajmował po rundzie jesiennej 5. miejsce, jednak zdołał awansować do I ligi. Zawadzki miał w awansie swój udział - w 14 meczach strzelił 2 gole. W rundzie jesiennej sezonu 2009/2010 Zawadzki wystąpił we wszystkich 19 meczach ligowych w barwach Sandecji, strzelił 5 bramek i zaliczył 6 asyst. W przerwie między rundami przeniósł się do Pogoni Szczecin.

## Osiągnięcia

### Wisła Kraków U-19
- Mistrzostwo Polski juniorów: 2000

### Cracovia
- II Liga: 2002–03

### Kmita Zabierzów
- II Liga: 2005–06

### Reprezentacyjne
- Mistrzostwo Europy U-18: 2001